# Jungle Fight 39 - Jungle in Rio
Jungle Fight 39 - Jungle in Rio foi um evento de MMA, ocorrido dia 12 de Maio de 2012 no Clube Municipal no Rio de Janeiro, Rio de Janeiro.

Oito lutas comandaram o espetáculo, intitulado de ‘’Jungle in Rio’’. No combate principal da noite, o baiano Neilson Gomes derrotou o paraense Rafael da Silva Alves, o que possivelmente o credenciou a disputa de Cinturão dos leves em uma data posterior. No confronto internacional do dia, No segundo round, o americano Doug Kulbis colocou o peruano Martin Obregon para baixo e disparou inúmeros socos, obrigando a intervenção do árbitro.